# آرکس
آرکس (به اسپانیایی: Arcos de la Llana) یک شهرستان در اسپانیا است.